# Deleni (okręg Mehedinți)
Deleni – wieś w Rumunii, w okręgu Mehedinți, w gminie Breznița-Motru. W 2011 roku liczyła 11 mieszkańców.